# Cançó d'amor i de guerra
Cançó d'amor i de guerra (en español «Canción de amor y de guerra») es una zarzuela en catalán escrita en dos actos, que se estrenó el 16 de abril de 1926 en el Teatre Nou de Barcelona. Se convirtió en el primer gran éxito del compositor valenciano Rafael Martínez Valls, con texto de Lluís Capdevila y Víctor Mora. El éxito de esta obra fue tan clamoroso que hizo representaciones a la vez en los teatros Tívoli, Bosque, Pompeya y Olimpia, para luego volver al Teatre Nou y hacer una gira por toda Cataluña.
Creada en 1926, en plena dictadura de Primo de Rivera, los autores pretendían titularla Els soldats de l'ideal («Los soldados del ideal»), pero la censura consideró que tanto el título como algunas escenas de la obra no eran adecuados. El «ideal» se refería a la Revolución francesa y esto no agradó al gobernador civil, Milans del Bosch, por lo que se decidió cambiar el título al actual «Canción de amor y de guerra» y eliminar algunas escenas.
De inspiración «wagneriana», muy a la moda de la época, el autor supo mezclarla con elementos folclóricos catalanes, que gustó al público de Barcelona. Se pueden destacar algunos elementos wagnerianos, como «Forjador, ben forjador», en la que Eloi, el protagonista canta su profesión, y otros más folclóricos, como la sardana «Ning, nang, ja la campana vol repicar», cantada por Francina, la protagonista, y un coro de aldeanas. También merecen destacarse dos cantos del Avi Castellet, «Devallant de la muntanya» y «Caminant pel mon va el vell pastor». El éxito de la obra fue tal, que se mantuvo tres años en cartel, representándose más de 2000 veces. Esta obra, traducida al castellano, y estrenada en las principales ciudades de España, también en Valencia el 21 de julio de 1928 en el Teatro Apolo. Posteriormente fue estrenada también en Buenos Aires y París, y existen traducciones al italiano y al inglés.
De contenido revolucionario, la zarzuela fue prohibida durante el Franquismo, aunque fue de las primeras obras en catalán en volverse a representar. La obra fue representada de nuevo en el Liceo en la década de 1980. En 2011, la obra fue representada de nuevo en el Teatro Romea, tras casi tres décadas sin ser representada.
En 1974, Montserrat Caballé protagonizó una grabación de la obra considerada canónica de la misma.

## Personajes
- Francina, hija del Mestre Andreu, enamorada de Eloi; soprano lírica.
- Eloi, mozo de la fragua, más tarde capitán del ejército republicano, enamorado de Francina; tenor lírico ligero.
- L'Avi Castellet, viejo pastor, abuelo de Eloi; barítono lírico.
- Catrina, criada del Mestre Andreu; soprano ligera.
- Baldiri, mozo de la fragua, enamorado de Catrina y amigo de Eloi; tenor cómico.
- Garet, mozo de la fragua, amigo de Eloi y de Baldiri.
- Galdric, mozo de la fragua, amigo de Eloi y de Baldiri.
- Ferran Ridau, hijo del alcalde y pretendiente de Francina; actor.
- Alcalde Ridau, autoridad municipal; bajo.
- Pep, revolucionario de feria, atolondrado tenor cómico.

## Argumento
La obra se sitúa en el Vallespir, en 1793, en plena Revolución francesa.
El argumento gira en torno a la historia de amor entre dos jóvenes, Eloi y Francina, que ven como sus destinos se separan a causa de un inesperado encuentro con el infortunio, ya que el hijo del alcalde Ridau se propone casarse con Francina, cueste lo que cueste. La trama principal gira en torno a los problemas y disputas que se producen habitualmente en el teatro en este tipo de constelaciones, ilustrando el agitado momento histórico que estaba pasando Francia a finales del siglo XVIII.